# Dacnomys millardi
Dacnomys millardi es una especie de roedor de la familia Muridae. Es la única especie del género Dacnomys.

## Distribución geográfica
Se encuentra en el sur de China, India, Laos, Nepal y Vietnam.